# Chế độ phụ quyền
Chế độ phụ quyền (tiếng Anh: Patriarchy, tiếng Trung: 父權) là một hệ thống xã hội trong đó nam giới giữ vai trò là nhân vật quyền lực chủ yếu với tổ chức xã hội, đồng thời là nơi mà người cha có quyền lực đối với phụ nữ, trẻ em và tài sản. Từ này ngụ ý về một thể chế mà nam giới nắm quyền lực và phụ nữ phải chịu sự lệ thuộc.
Trong lịch sử, những nguyên tắc phụ quyền đóng vai trò trung tâm đối với các tổ chức kinh tế, chính trị, pháp luật và xã hội trong những nền văn hóa của người Celt, Người German, La Mã, Hy Lạp, Hebrew, Ả Rập, Ấn Độ, Trung Quốc, Nhật Bản, Hàn Quốc, Việt Nam. Những nguyên tắc phụ quyền đã có ảnh hưởng sâu rộng tới nền văn minh hiện đại.
Những người theo chủ nghĩa nữ giới cho rằng phụ quyền là một hệ thống xã hội bất công có tính đàn áp với phụ nữ. Trong lý thuyết của chủ nghĩa nữ giới thì khái niệm phụ quyền bao hàm tất cả những cơ học xã hội giúp tái sản sinh và tạo ra sự thống trị của nam giới đối với nữ giới.

## Định nghĩa và sử dụng
Từ "patriarchy" trong tiếng Anh bắt nguồn từ từ πατριαρχία (patriarkhia) trong tiếng Hy Lạp, có nghĩa "quyền của những người cha". Trong lịch sử, thuật ngữ phụ quyền thường được dùng để chỉ sự chuyên quyền của người nam giới lãnh đạo trong gia đình. Tuy nhiên, trong thời hiện đại, thì từ này thường được dùng để áp chỉ những hệ thống xã hội mà trong đó quyền lực chủ yếu do đàn ông nắm giữ.

## Liên kết
- "Cattle ownership makes it a man's world". New Scientist (2003).
- Women’s Status and War in Cross-Cultural Perspective: A Reconsideration Lưu trữ ngày 19 tháng 7 năm 2013 tại Wayback Machine
- Mary Wollstonecraft. A Vindication of the Rights of Women. Boston: Peter Edes for Thomas and Andrews, 1792.
- Pannekoek, Anton. Arguments based on natural science, when applied to social questions, must almost always lead to wrong conclusions..Marxism and Darwinism, 1912.
- Simone de Beauvoir. The Second Sex. Translated by HM Parshley. London: Penguin, 1972.
- "Equality". In Stanford Encyclopedia of Philosophy. Stanford University, 2001.